# Avast Software

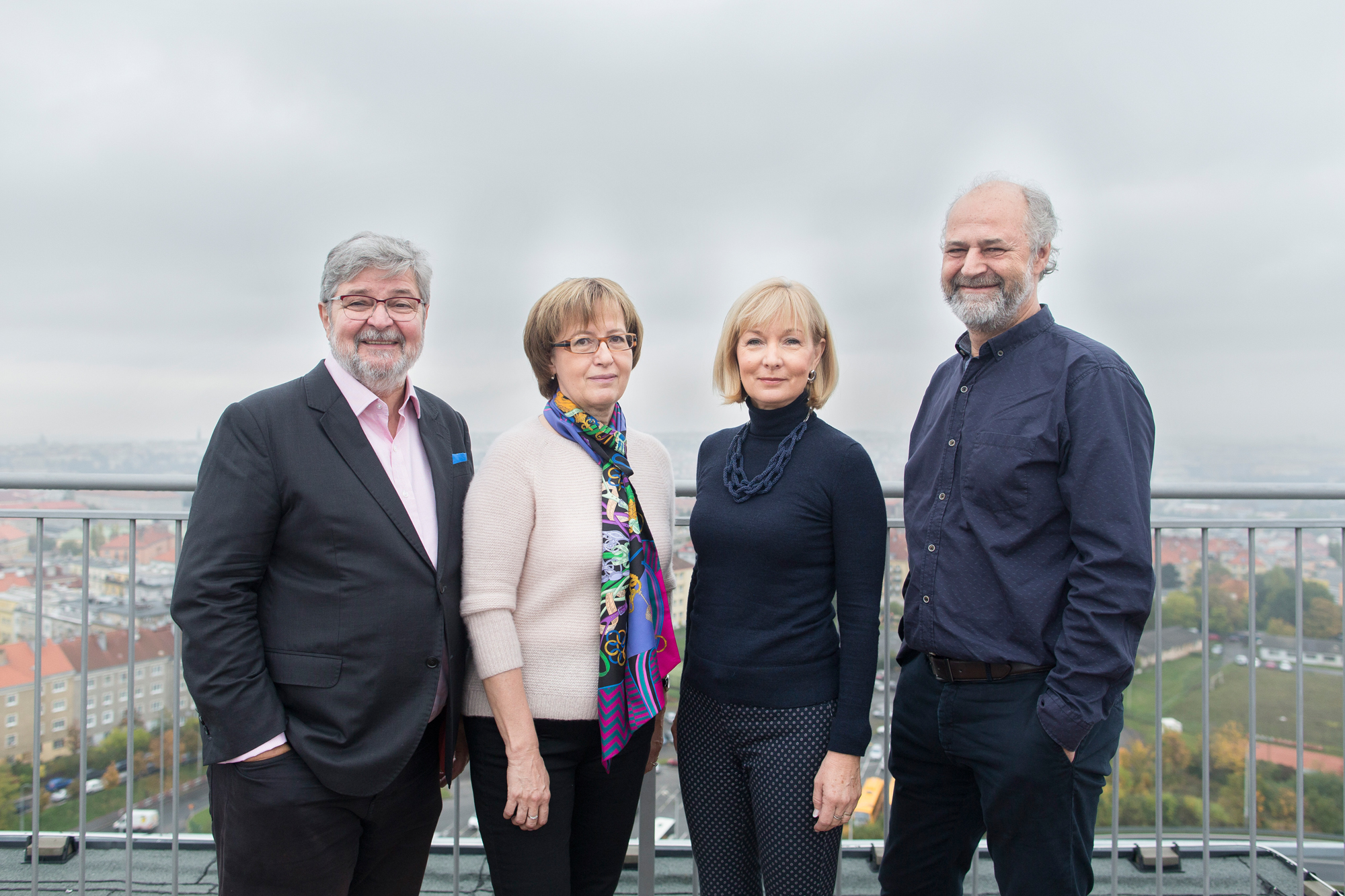
Los fundadores de Avast Eduard Kučera (izquierda) y Pavel Baudiš (derecha) en 2016 con sus cónyuges, que dirige la sin fines de lucro Fundación Avast para el desarrollo comunitario

Avast Software s.r.o. es una empresa checa multinacional software de ciberseguridad con sede en Praga, República Checa que investiga y desarrolla software de seguridad informática, aprendizaje automático e inteligencia artificial. Avast tiene más de 435 millones de usuarios activos mensuales y la segunda cuota de mercado más grande entre los proveedores de aplicación antimalware en todo el mundo desde abril de 2020. La empresa tiene aproximadamente 1700 empleados en sus 25 oficinas en todo el mundo. En julio de 2021, NortonLifeLock, una empresa estadounidense de ciberseguridad, anunció que está en conversaciones para fusión con Avast Software. En agosto de 2021, la junta directiva de Avast acordó una oferta de 8.000 millones de dólares.
Avast fue fundada por Pavel Baudiš y Eduard Kučera en 1988 como una cooperativa. Había sido una privada desde 2010 y tuvo su IPO en mayo de 2018. En julio de 2016, Avast adquirió a su competidor AVG Technologies por 1300 millones de dólares. En ese momento, AVG era el producto antivirus clasificado en tercer lugar. Fue doble cotización en el Bolsa de Valores de Praga y en la Bolsa de Valores de Londres y fue un componente del Índice FTSE 100 hasta que fue adquirido por NortonLifeLock en septiembre de 2022. El principal producto de la empresa es Avast Antivirus junto con herramientas como Avast Secure Browser y Avast SecureLine VPN.
Avast produce Avast Online Security, que es su extensión principal, pero también tiene extensiones como Avast SafePrice y Avast Passwords.

## Historia
Avast fue fundada por Eduard Kučera y Pavel Baudiš en 1988. Los fundadores se conocieron en el Instituto de Investigación de Máquinas Matemáticas en Checoslovaquia. Estudiaron matemáticas e informática, porque el Partido Comunista de Checoslovaquia les obligaría a unirse al partido comunista para estudiar física. En el instituto, Pavel Baudiš descubrió el virus Vienna en un disquete y desarrolló el primer programa para eliminarlo. Posteriormente, le pidió a Eduard Kucera que se uniera a él para cofundar Avast como una cooperativa. La cooperativa originalmente se llamaba Alwil y solo el software se llamó Avast.
La cooperativa pasó a ser una asociación conjunta en 1991, dos años después de la revolución de terciopelo provocó un cambio de régimen en Checoslovaquia. El nuevo régimen cortó los lazos con la Unión Soviética y revirtió el sistema económico del país a una economía de mercado. En 1995, el empleado de Avast cs escribió el primer programa antivirus para el sistema operativo Windows 95. En la década de 1990, los investigadores de seguridad del Virus Bulletin , una organización de pruebas de seguridad de TI, otorgó al software Avast un premio en todas las categorías evaluadas, lo que aumentó la popularidad del software. Sin embargo, a fines de la década de 1990, la empresa tenía dificultades financieras. Alwil rechazó las ofertas de adquisición de McAfee, que estaba licenciando el motor antivirus Avast.
Para 2001, Alwil estaba experimentando dificultades financieras, cuando se convirtió a un modelo freemium, ofreciendo un producto de software básico de Avast sin costo alguno. Como resultado del modelo freemium, la cantidad de usuarios del software creció a un millón en 2004 y 20 millones en 2006. El exejecutivo de Symantec Vince Steckler fue nombrado director ejecutivo de Avast en 2009. En 2010, Alwil cambió su nombre a Avast, adoptando el nombre del software, y recaudó $100 millones en inversiones de capital de riesgo. En diciembre siguiente, Avast solicitó una oferta pública inicial, pero retiró su solicitud en julio siguiente, citando cambios en las condiciones del mercado. En 2012, Avast despidió a su servicio de soporte técnico subcontratado iYogi, luego de que se descubriera que iYogi estaba usando tácticas de ventas engañosas para persuadir a los clientes de comprar servicios innecesarios. En 2013, Avast tenía 200 millones de usuarios en 38 países y se había traducido al 43 idiomas. En ese momento, la empresa tenía 350 empleados.
En 2014, CVC Capital compró una participación en Avast por una suma no revelada. La compra valoró a Avast en mil millones de dólares. Más tarde ese año, Avast adquirió al desarrollador de aplicaciones móviles Inmite para crear las aplicaciones móviles de Avast. Además, en 2014 el foro de soporte en línea de Avast se vio comprometido, exponiendo 400 000 nombres, contraseñas y direcciones de correo electrónico. En 2015, Avast tenía la mayor cuota del mercado de software antivirus. En julio de 2016, Avast llegó a un acuerdo para comprar AVG por 1300 millones de dólares. AVG era una gran empresa de seguridad de TI que vendía software para computadoras de escritorio y dispositivos móviles. En julio de 2017, Avast adquirió Piriform con sede en el Reino Unido por una suma no revelada. Piriform fue el desarrollador de CCleaner. Poco después se reveló que alguien podría haber creado una versión maliciosa de CCleaner con una puerta trasera para los piratas informáticos. Avast realizó su IPO en la Bolsa de Valores de Londres en mayo de 2018, valorada en 2400 millones de libras esterlinas y fue una de las empresas del Reino Unido listados de tecnología más importantes.
cs asumió el cargo de director ejecutivo y copropietario de Avast Plc en julio de 2019. Un día después, cambió su salario anual a $1 y prometió la compensación de su director de la junta de 100 000 USD a la caridad. En octubre de 2019, Jaya Baloo se unió a Avast como director de seguridad de la información.
En abril de 2020, Avast lanzó un nuevo navegador web móvil seguro y privado para Android basado en tecnología adquirida de la adquisición no informada anteriormente de Tenta, una empresa emergente con sede en Seattle.
En julio de 2021, NortonLifeLock, una empresa estadounidense de ciberseguridad, anunció que está en conversaciones para fusionarse con Avast Software. En agosto de 2021, la junta directiva de Avast acordó una oferta de 8.000 millones de dólares. En septiembre de 2022, la Autoridad de Competencia y Mercados aprobó la adquisición propuesta por parte de NortonLifeLock, lo que permitió que se completara la transacción.

## Productos
Avast desarrolla y comercializa productos de seguridad de TI para empresas y consumidores para servidores, equipos de escritorio y dispositivos móviles. La empresa vende tanto la línea de productos Avast como los productos adquiridos de la marca AVG. A finales de 2017, la empresa había fusionado las líneas de productos comerciales de AVG y Avast y estaba trabajando para integrar los departamentos corporativos de ambas empresas. Además, Avast ha desarrollado productos de software de utilidad para mejorar la duración de la batería en dispositivos móviles, limpiar archivos innecesarios en un disco duro, encontrar redes inalámbricas seguras o cree una conexión VPN a Internet.
El software de seguridad para el consumidor Avast y AVG se vende en un modelo freemium, donde las funciones de seguridad básicas son gratuitas, pero las funciones más avanzadas requieren la compra de una versión premium. La versión gratuita también es compatible con ads. Además, todos los usuarios de Avast proporcionan datos sobre su PC o dispositivo móvil a Avast, que se utiliza para identificar nuevas amenazas de seguridad. Escaneo antivirus, limpieza del navegador, un navegador seguro , administración de contraseñas y funciones de seguridad de red se proporcionan de forma gratuita, mientras que las funciones de firewall, antispam y banca en línea deben comprarse. Según PC Pro, el software no "regaña" a los usuarios sobre la actualización. Alrededor del 3 % de los usuarios de Avast pagan por una versión premium (10 % en EE. UU.).
La familia de productos comerciales de Avast incluye funciones para la protección de endpoints, seguridad Wi-Fi, antivirus, protección de identidad, administración de contraseñas y protección de datos. Por ejemplo, el producto de escritorio buscará vulnerabilidades en el red Wi-Fi y ejecute aplicaciones sospechosas de tener software malicioso en un espacio aislado. El lugar de trabajo administrado de Avast Business supervisa y administra escritorios y evalúa los protocolos de seguridad in situ. La empresa también vende software de gestión para que los administradores de TI implementen y gestionen las instalaciones de Avast.

### Recepción
PC Magazine otorgó al software Avast Free Antivirus una puntuación general de 4 sobre 5 y otorgó a AVG, que fue adquirida por Avast en 2016, una puntuación de 4, además, "AVG AntiVirus Free ofrece exactamente el mismo motor de protección antivirus que Avast Free Antivirus, pero carece de la impresionante colección de funciones adicionales que obtiene con Avast". En las pruebas realizadas por AV-TEST Institute en agosto de 2021, Avast y AVG recibieron seis de seis puntos por protección y usabilidad, y seis de seis puntos por rendimiento. Una revisión en la Guía de Tom dice que el producto antivirus gratuito Avast tiene "buena protección contra el malware" y ocupa poco espacio en el sistema. La revisión dice que Avast tiene un conjunto competitivo de funciones para un producto antivirus gratuito, pero los análisis a veces no son muy rápidos.
El producto antivirus Avast para usuarios empresariales recibió 4 de 5 por TechRadar en 2017. La reseña decía que el software tenía buenas funciones, protección, configuración y una "excelente interfaz", pero ocupaba mucho espacio en el disco duro y no cubría los dispositivos móviles. Según la Guía de Tom , la versión móvil es económica y está repleta de funciones. PC Magazine dijo que la versión móvil "tiene casi todas las funciones de seguridad que pueda desear".
AVG también se ha desempeñado generalmente bien en las pruebas de laboratorio. Una revisión en Tom's Hardware otorgó al software AVG siete de diez estrellas. La revisión destacó que el software ocupa poco espacio en el sistema y tiene una buena protección contra malware, pero nos no tiene una opción de escaneo rápido y carece de muchas características adicionales.

## Recopilación y venta de datos de usuario
A fines de 2019, se descubrió que las extensiones de navegador de Avast recopilaban datos del usuario, incluidos el comportamiento y el historial de navegación, y los enviaban a un servidor remoto. El descubrimiento provocó que las extensiones de las marcas Avast y AVG se eliminaran temporalmente de las tiendas de extensiones Google Chrome, Firefox y Opera. tiempo después ya que no había pruebas concretas que demostraran una violación de los datos privados de los usuarios.
En enero de 2020, una investigación conjunta de Motherboard y PCMag descubrió que la versión gratuita de Avast Antivirus y AVG AntiVirus recopilaba datos de usuario, que se estaban revendido para personalizar la publicidad a través de una subsidiaria, Jumpshot. Los documentos filtrados mostraron que Jumpshot se ofreció a brindar a sus clientes "Cada búsqueda. Cada clic. En todos los sitios." de más de 100 millones de dispositivos comprometidos. En respuesta, Avast anunció el 30 de enero de 2020 que cerraría Jumpshot de inmediato y suspendería todas las operaciones debido a la reacción violenta de la privacidad de los datos de sus usuarios.
Sobre la base de la información revelada, el 11 de febrero de 2020, la Oficina Checa de Protección de Datos Personales anunció que había iniciado una investigación preliminar.